# Premi Legends de la FCM
El premi Legends de la FCM (en català, 'Llegendes') és el màxim honor que atorga la Federació Catalana de Motociclisme (FCM) a algú que s'hagi distingit especialment al llarg de la història dins el camp del motociclisme català. El premi es lliura als homenatjats durant la cerimònia anual de lliurament de premis a tots els campions de motociclisme catalans de la temporada anterior, l'anomenada «Gala de Campions de la FCM», que se celebra normalment al gener a Barcelona.
Des de l'instauració del premi l'any 2019, la FCM l'ha anat atorgant cada any tret del 2021, en què la pandèmia de COVID-19 va fer impossible la celebració de la cerimònia (com a solució de compromís, als campions del 2020 se'ls va anar lliurant personalment el seu corresponent trofeu a la primera cursa en què participaven durant la temporada). La primera edició de la Gala de Campions que es va celebrar fora de Barcelona va ser la de gener del 2024,  concretament al Teatre Municipal de Balaguer, Noguera.
A 29 de gener de 2025

## Cerimònies
Les cerimònies de lliurament de trofeus de la FCM, conegudes com a "Gala de Campions", se celebren anualment al gener per tal de reunir tots els integrants del món del motociclisme català un cop acabada la temporada anterior. Durant la gala, els campions de Catalunya de cada modalitat (velocitat, motocròs, trial, enduro, etc.) reben el trofeu acreditatiu del seu títol i són homenatjats. D'ençà del 2020, a més, durant la cerimònia es lliuren també els premis Legend de la FCM als qui han estat seleccionats per a aquest guardó honorífic aquell any.
Tot seguit, la llista de Gales de Campions de la FCM a partir de la instauració del premi Legends el 2019.
| Edició | Gala | Data                            | Lloc                            | Ref.                            |
| ------ | ---- | ------------------------------- | ------------------------------- | ------------------------------- |
| 1      | 2019 | 18/1/2020                       | Auditori Imagina, Barcelona     | [ 3 ] [ 7 ] [ 1 ]               |
|        | 2020 | Sense gala a causa del COVID-19 | Sense gala a causa del COVID-19 | Sense gala a causa del COVID-19 |
| 2      | 2021 | 2/1/2022                        | Auditori Imagina, Barcelona     | [ 8 ]                           |
| 3      | 2022 | 14/1/2023                       | Auditori Imagina, Barcelona     | [ 2 ]                           |
| 4      | 2023 | 20/1/2024                       | Teatre Municipal de Balaguer    | [ 5 ]                           |
| 5      | 2024 | 18/1/2025                       | Auditori Joan Colet de Calafell | [ 9 ]                           |

## Llegendes de la FCM per any
| Gala | Nom                  | Mèrits                                                                      |
| ---- | -------------------- | --------------------------------------------------------------------------- |
| 2019 | Estanis Soler        | Motocròs, enduro, promotor, col·leccionista                                 |
| 2019 | Josep Isern          | Promotor, organitzador, col·leccionista, impulsor del motociclisme infantil |
| 2019 | Oriol Puig Bultó     | Motocròs, trial, enduro, directiu                                           |
| 2019 | Pere Pi              | Motocròs, trial, velocitat, innovador, promotor                             |
|      |                      |                                                                             |
| 2021 | Benjamí Grau         | Velocitat i resistència                                                     |
| 2021 | Casimir Verdaguer    | Trial, enduro                                                               |
| 2021 | Domingo Gris         | Motocròs, enduro                                                            |
| 2021 | Ignasi Bultó         | Trial, motocròs, empresari                                                  |
| 2021 | José Sánchez         | Motocròs, enduro                                                            |
| 2021 | Narcís Casas         | Enduro, empresari                                                           |
| 2021 | Salvador Cañellas    | Velocitat i resistència                                                     |
| 2021 | Lluís Vancells       | Organitzador                                                                |
|      |                      |                                                                             |
| 2022 | Emili Panosa         | Organitzador                                                                |
| 2022 | Jorge Capapey        | Motocròs                                                                    |
| 2022 | Pere Taulé           | Trial, promotor                                                             |
| 2022 | Tei Elizalde         | Velocitat, resistència, enduro, motocròs, membre de l'Operació Impala       |
|      |                      |                                                                             |
| 2023 | Jaume Bordoy         | Resistència, trial                                                          |
| 2023 | Javier Gil           | Organitzador                                                                |
| 2023 | Ton Marsinyach       | Resistència, enduro, importador                                             |
| 2023 | Toni Elías           | Motocròs                                                                    |
|      |                      |                                                                             |
| 2024 | Josep Maria Busquets | Velocitat, resistència                                                      |
| 2024 | Toni Arcarons        | Motocròs                                                                    |
| 2024 | Toni Gorgot          | Trial                                                                       |
| 2024 | Joan Riudalbàs       | Enduro                                                                      |